# Dianna Cowern
Dianna Cowern (* 4. Mai 1989) ist eine amerikanische Wissenschaftskommunikatorin und Physikerin, die seit 2011 den YouTube-Kanal Physics Girl betreibt. In ihren Videos erklärt sie physikalische Phänomene im Alltag. Die Videos wurden von 2015 bis 2020 in Zusammenarbeit mit PBS Digital Studios produziert.

## Frühes Leben und Ausbildung
Dianna Cowern wurde am 4. Mai 1989 geboren und wuchs auf der Insel Kauai in Hawaii auf. Ihr Vater war ein Baumfarmer und ihre Mutter betrieb ein Bed and Breakfast. Während ihrer frühen Ausbildung war Cowern fasziniert von Mathematik. Sie besuchte eine High School und schreibt ihren beiden Physiklehrern ihr Interesse an dem Fach zu. In dieser Zeit wurde sie von Neil deGrasse Tyson inspiriert und interessierte sich für Wissenschaftskommunikation.
Cowern studierte Physik am Massachusetts Institute of Technology (MIT) und schloss ihr Studium 2011 mit einem Bachelor of Science ab. Während ihrer Zeit am MIT forschte sie unter Jocelyn Monroe an dunkler Materie. Nach ihrem Abschluss war Cowern Forschungsstipendiatin am Harvard-Smithsonian Center for Astrophysics, wo sie unter Anna Frebel über Sterne mit geringer Metallizität forschte. Nach ihrem Stipendium zog sie nach San Diego.

## Karriere
Cowern startete ihren YouTube-Kanal am 21. Oktober 2011. Ihr erstes Video, "What to do with a physics degree...", wurde kurz nach ihrem College-Abschluss gedreht. Cowern erstellte es als Witz für Freunde, aber es erhielt mehr Aufrufe, als sie erwartet hatte. Als ihre Videos mehr Zuschauer gewannen, benannte sie ihren Kanal in Physics Girl um und konzentrierte sich darauf, Physikkonzepte zu erklären. Zu der Zeit arbeitete Sie als iPad-App-Entwicklerin bei General Electric. Danach arbeitete sie als Pädagogin am Fleet Science Center und als Outreach-Koordinatorin am Forschungszentrum für Astrophysik und Weltraumwissenschaften der University of California at San Diego.
2014 gewann Cowern den Hauptpreis im Videowettbewerb Flame Challenge des Alan Alda Center for Communicating Science an der Stony Brook University, mit dem Thema "Was ist Farbe?", gewählt von Schülern der fünften Klasse. Zu dieser Zeiut wurde ihr Kanal populär. In den folgenden Monaten hatte sie einige virale Videos und kollaborierte mit YouTubern wie Veritasium. Ein Video vom Dezember 2014, das Fluiddynamik durch die Erzeugung eines Wirbels in einem Schwimmbecken erklärte, war ihr erstes, das fünf Millionen Aufrufe erreichte. Nach der Berichterstattung über Cowerns Sieg bei der Flame Challenge wurde sie von PBS Digital Studios kontaktiert. Das Studio begann 2015 mit der Produktion von Physics Girl, als der Kanal etwa 35 Videos und 125 Tausend Abonnenten hatte. Der Kanal wurde Cowerns Vollzeitjob. In diesem Jahr nahm sie an einer Konferenz teil, die vom U.S. News & World Report in San Diego organisiert wurde.
Bis 2017 produzierte PBS Digital Studios 32 Physics Girl-Videos pro Jahr. Der Kanal zeigte 2016 ArcAttack in einem Video über Elektromagnete und 2018 Rodney Mullen in einem Video über Rotationsachsen bei Skateboard-Tricks. Cowern war 2019 Gastgeberin der Google Science Fair. Am 25. September 2020 gab Cowern bekannt, dass ihr Kanal die Partnerschaft mit der PBS beendete. Eine 2021 von Toyota gesponserte Reihe von Physics Girl-Videos demonstrierte ein Wasserstoffauto und behandelte erneuerbare Energien. Im Jahr 2022 war sie eine der meistabonnierten Wissenschaftskommunikatoren auf YouTube.

## Stil
Physics Girl befasst sich mit physikalischen Phänomenen im Alltag. Die Videos haben einen informellen Stil. Der Kanal hat Themen wie Curveballs und die Erzeugung einer Wolke mit dem Mund behandelt, sowie komplexere Physikkonzepte. Es gibt auch eine Prüfungsvorbereitungsserie für die AP-Physik-. Cowerns Videos werden mit häufigen Schnittsprüngen geschnitten; 2018 erzählte sie Nature, dass die Erstellung ihrer Videos bis zu einer Woche dauerte und dass sie schnelle Videos drehte, weil "Zuschauer jederzeit wegklicken können."
Cowern hat gesagt, ihre Ziele seien es, Kinder für Physik zu begeistern und unterrepräsentierte Gruppen wie Frauen in der Wissenschaft zu zeigen. Laut dem Medienwissenschaftler Nicholas Qyll gehört Cowern zu "einer neuen Generation von selbstbewussten Wissenschaftler*innen, die durch die unterhaltsame Vermittlung von wissenschaftlichen Themen über (soziale) Medien eine immer größere Öffentlichkeit erreichen und nachhaltig begeistern".

## Auszeichnungen und Ehrungen
2018 gewann Cowern einen Webby Awards für die beste Web-Persönlichkeit. Im folgenden Jahr wurde sie in die Forbes 30 Under 30 in der Kategorie Bildung aufgenommen. Der Asteroid (21943) Diannacowern, zuvor als 1999 VG114 bezeichnet, wurde am 17. März 2025 in Anerkennung ihrer Beiträge zur Wissenschaftskommunikation benannt.

## Privates Leben
Im Mai 2022 gab Cowern bekannt, dass sie kürzlich Kyle Kitzmiller geheiratet hat. Im Juli 2022 erkrankte Cowern an Long COVID. Sie wurde im März 2023 ins Krankenhaus eingeliefert, da sich ihre Symptome, ähnlich denen der myalgischen Enzephalomyelitis/chronisches Fatigue-Syndrom, weiter verschlechterten. Sie konnte sich nicht mehr bewegen und blieb zu Hause, wo ihr Ehemann sie pflegte. Cowerns Schwester startete eine Spendenaktion. In einem YouTube-Video vom Januar 2025 sagte Cowern, dass sie in der Lage sei, für kurze Zeiträume alleine zu stehen. Im Mai 2025 veröffentlichte sie ein Update auf ihrem Kanal, in dem sie mitteilte, dass sich ihr Zustand erheblich verbessert hatte und sie wieder selbstständig gehen konnte.